# Der wunderliche Mr. Cox
Der wunderliche Mr. Cox (Originaltitel: The Stars Fell on Henrietta) ist ein US-amerikanisches Filmdrama von James Keach mit Robert Duvall in der Hauptrolle.

## Handlung
Der Film spielt im Jahr 1935 in Texas zur Zeit des Gusher Age. Während Abenteurer mit Erdölfunden schnelles Geld machen, zieht der wunderliche Mr. Cox erfolglos durch die Lande. Er vermutet zwar auf dem Grundstück des Farmers Don Day ungenutzte Erdölquellen, allerdings hat er nicht genügend Geld, um die teure Probebohrung zu finanzieren.

## Rezension
Die Redaktion der cinema fand ein „liebe-volles Drama über den amerikanischen Traum vom plötzlichen Reichtum“ und eine „ur-amerikanische Fabel einfühlsam erzählt“.